# Quận Howard, Arkansas
Quận Howard là một quận thuộc tiểu bang Arkansas, Hoa Kỳ.
Quận này được đặt tên theo James Howard, một thượng nghị sĩ. Theo điều tra dân số của Cục điều tra dân số Hoa Kỳ năm 2000, quận có dân số người. Quận lỵ đóng ở Nashville.6 Quận được lập ngày 17/4/1873. Đây là quận cấm rượu hay quận khô.

## Địa lý
Theo Cục điều tra dân số Hoa Kỳ, quận có diện tích 1542 km2, trong đó có 20 km2 là diện tích mặt nước.

### Các xa lộ chính
- U.S. Highway 70
- U.S. Highway 278
- U.S. Highway 371
- Highway 4
- Highway 26
- Highway 27
- Highway 84

### Quận giáp ranh
- Quận Polk (bắc)
- Quận Pike (đông)
- Quận Hempstead (đông nam)
- Quận Little River (tây nam)
- Quận Sevier (tây)

## Thông tin nhân khẩu

Tháp tuổi dân cư quận Howard

Theo điều tra dân số 2 năm 2000, quận đã có dân số 14.300 người, 5.471 hộ gia đình, và 3.922 gia đình sống trong quận hạt. Mật độ dân số là 24 người trên một dặm vuông (9/km ²). Có 6.297 đơn vị nhà ở với mật độ trung bình là 11 trên một dặm vuông (4/km ²). Cơ cấu điểm chủng tộc của dân cư quận gồm có 73,60% người da trắng, 21,86% da đen hay Mỹ gốc Phi, 0,41% người Mỹ bản xứ, 0,50% châu Á, Thái Bình Dương 0,01%, 2,76% từ các chủng tộc khác, và 0,86% từ hai hoặc nhiều chủng tộc. 5,08% dân số là người Hispanic hay Latino thuộc một chủng tộc nào. 4,75% báo cáo nói tiếng Tây Ban Nha tại nhà, trong khi 1,73% nói tiếng Đức.
Có 5.471 hộ, trong đó 34,10% có trẻ em dưới 18 tuổi sống chung với họ, 55,20% là đôi vợ chồng sống với nhau, 12,70% có nữ hộ và không có chồng, và 28,30% là các gia đình không. 25,70% hộ gia đình đã được tạo ra từ các cá nhân và 12,60% có người sống một mình 65 tuổi hoặc lớn tuổi hơn là người. Cỡ hộ trung bình là 2,55 và cỡ gia đình trung bình là 3,04.
Trong quận, độ tuổi dân cư được trải ra với 26,90% dưới độ tuổi 18, 8,60% 18-24, 27,80% 25-44, 21,60% từ 45 đến 64, và 15,10% từ 65 tuổi trở lên người. Độ tuổi trung bình là 36 năm. Đối với mỗi 100 nữ có 95,10 nam giới. Đối với mỗi 100 nữ 18 tuổi trở lên, đã có 91,20 nam giới.
Thu nhập trung bình cho một hộ gia đình trong quận đạt 28.699 USD, và thu nhập trung bình cho một gia đình là 34.510 USD. Phái nam có thu nhập trung bình $ 28.086 so với 17.266 USD của phái nữ. Thu nhập bình quân đầu người của dân cư quận là 15.586 USD. Có 11,90% gia đình và 15,50% dân số sống dưới mức nghèo khổ, bao gồm 20,10% những người dưới 18 tuổi và 17,00% của những người 65 tuổi hoặc hơn